# Camelomantis gracillima
Camelomantis gracillima es una especie de mantis de la familia Mantidae.

## Distribución geográfica
Se encuentra en Java (Asia).